# 155290 Anniegrauer
155290 Anniegrauer è un asteroide della fascia principale. Scoperto nel 2005, presenta un'orbita caratterizzata da un semiasse maggiore pari a 3,2458530 UA e da un'eccentricità di 0,0561919, inclinata di 14,23290° rispetto all'eclittica.
L'asteroide è dedicato alla statunitense Patricia Ann Purnell Grauer, detta Annie, astrofila.